# Boloria dia
Boloria dia es un insecto lepidóptero de la familia Nymphalidae.

## Descripción
Es una mariposa con alas de color naranja marrón con lúnulas y con triángulos en negro en sus bordes. La longitud de sus alas va desde los 16 a los 17 mm. La parte inferior se distingue por tener una cinta de color púrpura a través de las alas posteriores.
En Europa las orugas se alimentan de especies de Viola (Viola odorata, Viola hirta, Viola canina, Viola reichenbachiana, Viola tricolor) , y fuera de Europa con plantas como Prunella vulgaris y Rubus idaeus

## Distribución
Boloria dia  vuela en Europa, desde el Cáucaso hasta Mongolia. Es común a través del sur de Francia. o desde el Norte de España a Italia, Grecia y Polonia, los Balcanes y Turquía. No se encuentra en Gran Bretaña.

## Subespecies
- Boloria Clossiana dia dia Europa occidental.
- Boloria Clossiana dia alpina (Elwes, 1899).
- Boloria Clossiana dia calida (Jachontov, 1911).
- Boloria Clossiana dia disconota (Krulikovsky, 1909) Europa central parte occidental Siberia.
- Boloria Clossiana dia semota Tuzov, 2000.
- Boloria Clossiana dia setania (Fruhstorfer, 1909).[6]

## Galería

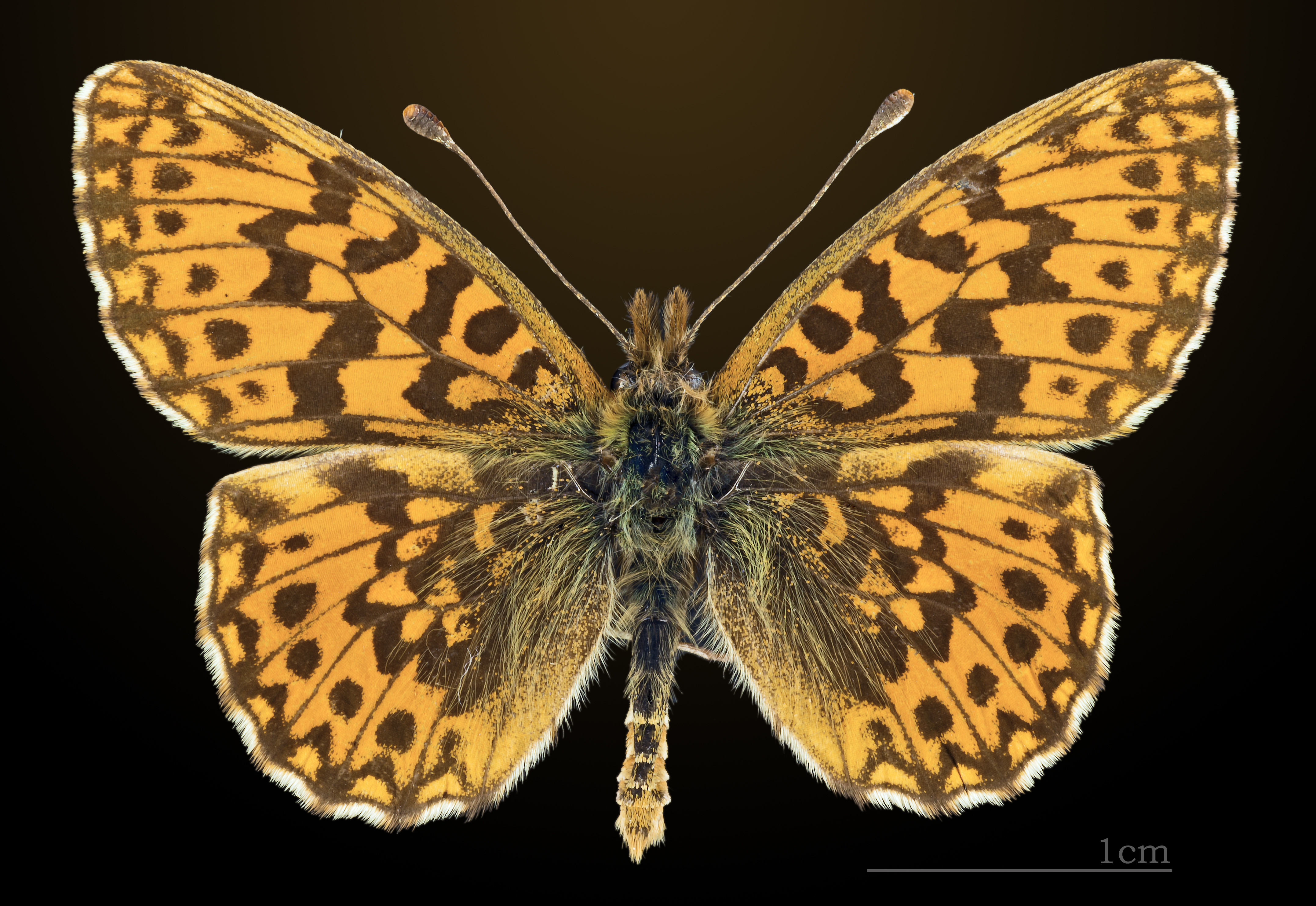
Boloria dia. Espécimen montado, lado dorsal
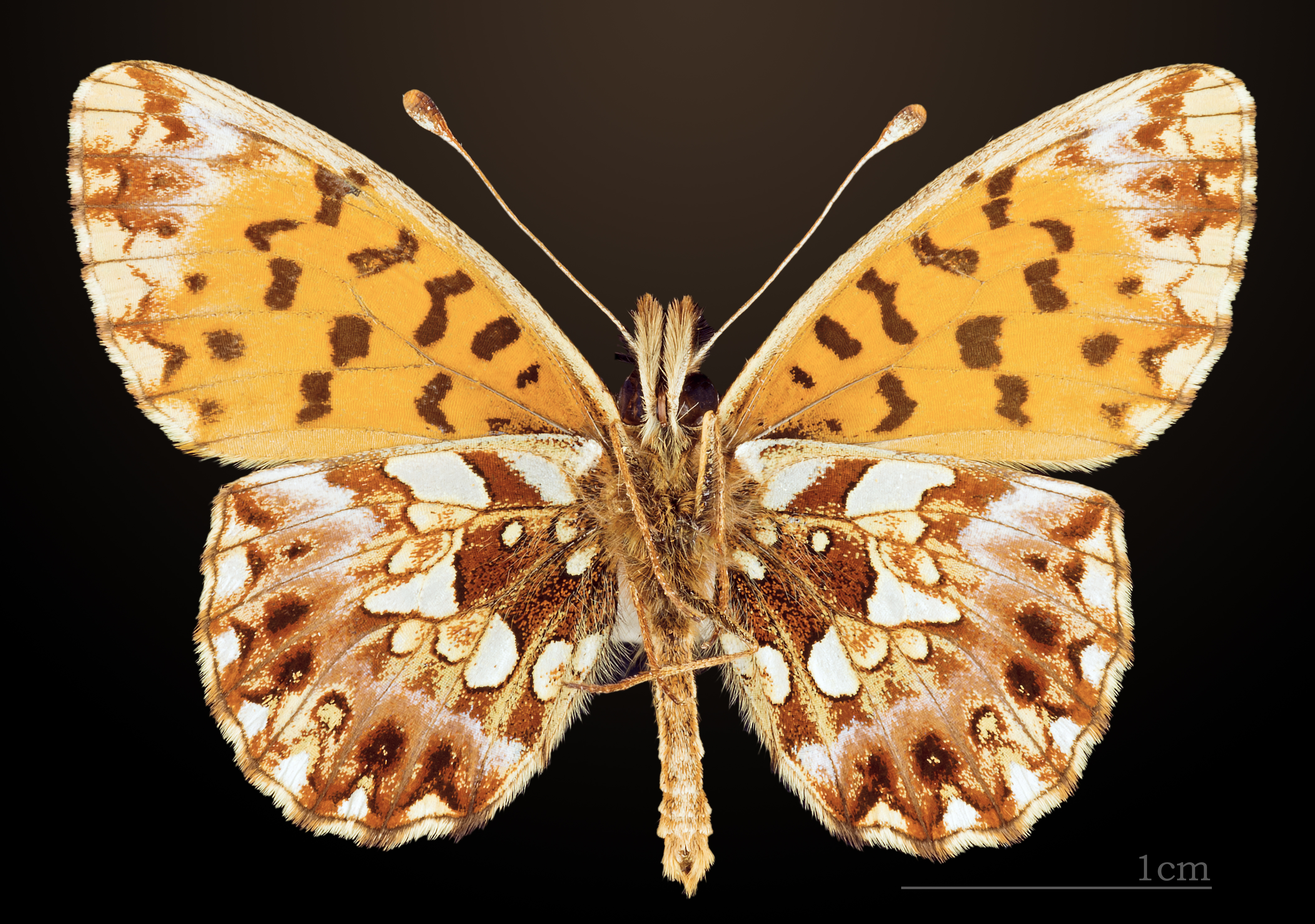
Boloria dia. Espécimen montado, lado ventral
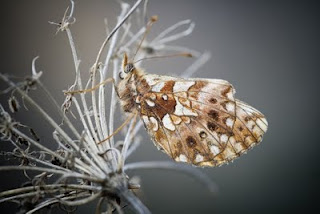